# Dentsply Sirona
Dentsply Sirona est une entreprise américaine de matériel dentaire.

## Histoire
En juin 2011, Dentsply acquiert pour 1,8 milliard de dollars Astra Tech, une division d'AstraZeneca spécialisée dans le matériel médical, notamment dentaire, mais aussi chirurgical et urologique, mais qui est surtout, présente dans les implants dentaires.
En septembre 2015, Dentsply fusionne avec Sirona Dental Systems, une entreprise issue d'une scission de Siemens, spécialisée dans le matériel lourd notamment destiné à la radiologie dentaire, dans un échange d'action d'un montant de 5,56 milliards de dollars. À la suite de cette opération, le nouvel ensemble prend le nom de Dentsply Sirona et les actionnaires de Dentsply auront 58 % des actions du nouvel ensemble contre 42 % pour ceux de Sirona.
En janvier 2021, Dentsply annonce l'acquisition de Byte, spécialisée dans l’orthodontie, pour 1,04 milliard de dollars.